# Brewster's Millions (roman)
Brewster's Millions is een komische roman geschreven door George Barr McCutcheon in 1902, oorspronkelijk onder het pseudoniem Richard Greaves.
Het verhaal gaat over een jongeman die een miljoen dollar erft van zijn grootvader en ook kans maakt op een erfenis van 7 miljoen dollar van een andere verwant, maar enkel en alleen als hij het miljoen van zijn grootvader binnen het jaar volledig uitgeeft.
Het boek werd in 1906 bewerkt tot een toneelstuk, dat in première ging in het New Amsterdam Theatre op Broadway. Het verhaal werd ook meermaals verfilmd.

## Verhaal
Montgomery Brewster is een jongeman die een miljoen dollar erft van zijn rijke grootvader. Kort daarna sterft ook een rijke oom. De oom, die Brewsters grootvader haatte omdat die het huwelijk van Brewsters ouders afkeurde, zal Brewster zeven miljoen dollar nalaten, maar alleen op voorwaarde dat hij niets van het geld van zijn grootvader houdt. Brewster moet elke cent van het miljoen van zijn grootvader binnen een jaar uitgeven en mag aan het einde van het jaar geen bezittingen of eigendommen hebben. Als Brewster hierin slaagt zal hij de volledige zeven miljoen krijgen, als hij faalt blijft hij berooid achter.
Brewster merkt al snel dat de strikte voorwaarden uit zijn ooms testament het ongelofelijk moeilijk maken om zoveel geld op een jaar tijd uit te geven. Bovendien is hij tot geheimhouding verplicht en mag hij niemand vertellen waarom hij zo buitensporig leeft. Zijn goedbedoelende vrienden werken hem bovendien tegen door herhaaldelijk te proberen om zijn verliezen en extravagantie te beperken, zelfs al profiteren ze mee van zijn luxueuze levensstijl.
Brewsters uitdaging wordt nog groter omdat zijn pogingen om geld te verliezen op de beurs en met roulette zijn fortuin alleen maar doen toenemen. Hij geeft grote feesten en chartert een cruise van meerdere maanden naar Europa en Egypte voor zijn grote vriendenkring en werknemers. De pers hekelt hem als een verkwister.
Brewsters toekomstige vrouw Barbara Drew wijst zijn huwelijksaanzoek als snel af, omdat ze vindt dat hij financieel onverantwoordelijk is en vreest in armoede te eindigen. Zijn pogingen om haar terug te winnen mislukken herhaaldelijk omdat zijn aandacht volledig in beslag wordt genomen door het spenderen van zoveel mogelijk geld. Aan het einde van het jaar slaagt hij erin om het laatste van zijn geld uit te geven en bekent hij zijn liefde aan een andere vrouw, Peggy Gray, die zijn levensstijl wel kan appreciëren ondanks dat ze niets weet van zijn uitdaging.
De nacht voor de deadline slaat het noodlot toe wanneer zijn advocaten hem informeren dat de executeur van het testament van zijn oom is verdwenen nadat hij alle bezittingen heeft geliquideerd. Brewster is ervan overtuigd dat hij gedoemd is tot armoede, maar trouwt toch met Peggy Gray, die hem accepteert ondanks zijn geldgebrek. Kort na de bruiloft arriveert de executeur van het testament van zijn oom om hem te informeren dat hij de uitdaging met succes heeft volbracht en dat hij het geld persoonlijk aan Brewster komt overhandigen.

## Theater- en Filmbewerkingen

### Theater
De roman werd door Winchell Smith en Byron Ongley bewerkt tot een Broadway-toneelstuk met dezelfde naam. Het stuk ging op 31 december 1906 in première in het New Amsterdam Theatre.
Het toneelstuk werd later door Eric Maschwitz bewerkt tot de musical Zip Goes a Million.

### Film
De roman werd meermaals verfilmd:
- Brewster's Millions (1914): Amerikaanse stomme film van Cecil B. DeMille en Oscar Apfel met Edward Abeles in de hoofdrol
- Brewster's Millions (1921): Amerikaanse stomme film van Joseph Henabery met Fatty Arbuckle in de hoofdrol
- Miss Brewster's Millions (1926): Amerikaanse stomme film van Clarence G. Badger met Bebe Daniels in de hoofdrol
- Brewster's Millions (1935): Britse film van Thornton Freeland met Jack Buchanan in de hoofdrol
- Brewster's Millions (1945): Amerikaanse film van Allan Dwan met Dennis O'Keefe in de hoofdrol
- Three on a Spree (1961): Britse film van Sidney J. Furie met Jack Watling in de hoofdrol
- Brewster's Millions (1985): Amerikaanse film van Walter Hill met Richard Pryor in de hoofdrol